# Flávio Boaventura
Flávio de Souza Boaventura (* 12. Juli 1987 in Feira de Santana) ist ein brasilianischer Fußballspieler.

## Karriere
Das Fußballspielen lernte Flávio Boaventura in der Jugendmannschaft von Grêmio Barueri in Barueri. Seinen ersten Vertrag unterschrieb er 2007 bei Joinville EC in Joinville. Von Juni 2008 bis Dezember 2008 wurde er nach Marília zum Marília AC ausgeliehen. Nach Ende der Leihe wurde er von Marília fest verpflichtet. Drei Monate, August bis Oktober 2009, wurde er zu Vila Nova FC nach Goiânia ausgeliehen. Über die brasilianischen Stationen Grêmio Barueri (2010), Athletico Paranaense (2011), Paraná Clube (2011) und ABC Natal (2012–2014) wechselte er 2014 nach Portugal. Hier unterschrieb er einen Vertrag bei FC Paços de Ferreira. Der Verein aus Paços de Ferreira spielte in der höchsten Liga des Landes, der Primeira Liga. Nach 21 Spielen ging er 2015 zurück nach Brasilien und schloss sich América FC (RN) aus Natal an. Über Clube de Regatas Brasil (2016–2018) und Grêmio Novorizontino (2018–2019) ging er Mitte 2019 nach Thailand. Hier unterschrieb er einen Vertrag beim thailändischen Club Army United. Der Verein aus Bangkok spielte in der Zweiten Liga des Landes, der Thai League 2, und ist in der Hauptstadt Bangkok beheimatet. Nachdem Ende 2019 Army United den Rückzug aus der Thai League erklärte, verließ er den Verein Richtung Brasilien. Hier schloss er sich dem EC São Bento aus São Paulo an. Anschließend spielte er für Sampaio Corrêa FC, América FC (RN), Goiatuba EC und Associação Portuguesa de Desportos.

## Erfolge
Athletico Paranaense
- 2011 – Campeonato Paranaense – 2. Platz

Clube de Regatas Brasil
- 2017 – Alagoano – Sieger
- 2018 – Alagoano – 2. Platz

América Futebol Clube
- 2015 – Campeonato Potiguar – Sieger

Clube de Regatas Brasil
- 2016 – Campeonato Potiguar – 2. Platz

ABC Futebol Clube
- 2012 – Campeonato Potiguar – 2. Platz